# Кавер-гурт
Кавер-гурт – це музичний колектив, який спеціалізується на виконанні кавер-версій музичних композицій. Зазвичай музичні композиції, які виконує гурт, досить відомі широкому загалу людей. Композиції можуть бути як інструментальні, так і вокальні. Стилістика композицій може бути абсолютно різною. Найчастіше кавер-гурти виконують відомі хіти всіх часів. У наш час найбільшим попитом користуються колективи, які грають композиції поп, рок, джаз та класичних виконавців чи гуртів.
Кількість людей, які є учасниками певного кавер-гурту, може коливатися від двох до кількох десятків осіб, в дуже рідкісних випадках це число може сягати навіть сотні осіб. Найпопулярніші склади кавер-гуртів складаються з 4-х – 6-ти осіб і до них найчастіше відносяться: барабанщик, бас-гітарист, гітарист, клавішник і вокаліст (вокалістка). Також до складу кавер-гуртів часто входять інші музиканти-інструменталісти, які грають на духових, смичкових, народних та інших інструментах. Якщо музикант виконує кавер композиції один без супроводу колективу, то він буде називатися кавер-виконавцем.